# BePink/Saison 2012
Dieser Artikel listet Erfolge und Fahrerinnen des Radsportteams Be Pink in der Saison 2012 auf.
Die Mannschaft schloss die UCI-Weltrangliste auf Rang sechs ab.

## Erfolge
| Datum     | Rennen                                 | Kat. | Siegerin          |
| --------- | -------------------------------------- | ---- | ----------------- |
| 15. März  | Grand Prix el Salvador                 | 1.1  | Noemi Cantele     |
| 25. April | Gran Premio della Liberazione          | 1.2  | Noemi Cantele     |
| 16. Juni  | 1. Etappe Giro del Trentino Alto Adige | 2.1  | Noemi Cantele     |
| 4. August | La Route de France 1. Etappe           | 2.1  | Alena Amjaljussik |
| 7. August | La Route de France 3. Etappe           | 2.1  | Simona Frapporti  |

## Team
| Name                   | Geburtsdatum       | Nationalität |
| ---------------------- | ------------------ | ------------ |
| Alice Algisi           | 10. März 1993      | Italien      |
| Alena Amjaljussik      | 6. Februar 1989    | Belarus      |
| Noemi Cantele          | 17. Juli 1981      | Italien      |
| Chiara Favaron Bissoli | 16. September 1992 | Italien      |
| Simona Frapporti       | 14. Juli 1988      | Italien      |
| Evelyn García          | 29. Dezember 1982  | El Salvador  |
| Oxana Kosontschuk      | 28. Mai 1988       | Russland     |
| Julia Martisova        | 15. Juni 1976      | Russland     |
| Dalia Muccioli         | 22. Mai 1993       | Italien      |
| Eleonora Patuzzo       | 16. Oktober 1989   | Italien      |
| Gloria Presti          | 29. September 1989 | Italien      |
| Silvia Valsecchi       | 19. Juli 1982      | Italien      |
| Petra Zrimsek          | 19. Mai 1988       | Slowenien    |